# Loena 1958B
Loena 1958B (E1-serie) (Russisch: Луна-1B) was de tweede onbemande ruimtemissie naar de Maan van de Sovjet-Unie. Hij werd gelanceerd op 12 oktober 1958 en zijn opdracht, net zoals bij Loena 1958A, Loena 1958C en Loena 1, was het inslaan op het maanoppervlak. De sonde werd zwaar beschadigd tijdens de vlucht en explodeerde 104 seconden na de lancering waardoor hij er niet eens in geslaagd is de atmosfeer van de Aarde te verlaten. 
Loena 1958A · Loena 1958B · Loena 1958C · Loena 1 · Loena 1959A · Loena 2 · Loena 3 · Loena 1960A · Loena 1960B · Spoetnik 25 · Loena 1963B · Loena 4 · Loena 1964A · Loena 1964B · Kosmos 60 · Loena 1965A · Loena 5 · Loena 6 · Loena 7 · Loena 8 · Loena 9 · Kosmos 111 · Loena 10 · Loena 11 · Loena 12 · Loena 13 · Loena 1968A · Loena 14 · Loena 1969A · Loena 1969C · Loena 15 · Kosmos 300 · Kosmos 305 · Loena 1970A · Loena 16 · Loena 17 · Loena 18 · Loena 19 · Loena 20 · Loena 21 · Loena 22 · Loena 23 · Loena 1975A · Loena 24 · Loena 25 · Loenochod